# 1972年白日大火球
1972年白日大火球（或編號 US19720810）是一個於UTC 1972年8月10日20:29 掠過地球57公里高空的掠地流星體。該天體在當時是白晝的美國猶他州（當地時間 14:30）直到北方的加拿大亞伯達省都有人目擊。該火球被許多人錄下影像。

## 描述
當時分析該火球的影像和路徑後認為該流星體的大小是在3公尺（如果是碳質球粒隕石）到14公尺（如果是從彗星剝落的含冰物質）的地球軌道穿越小行星中的阿波羅型小行星，並認為下次接近地球時間是1997年8月。1994年捷克天文學家茲德內克·賽普爾查（Zdeněk Ceplecha）重新分析相關資料，該物體質量估計降為先前的二分之一到三分之一，其體積估計則為 2 至 10 公尺。
該流星體掠過地球大氣層 100 秒之中的速度則降為 800 m/s，因此其軌道傾角也自角度 15 度改為 8 度。
US19720810 流星體在亞瑟·查理斯·克拉克的小說《上帝之鎚》第一章前言中被提及。

## 如果該天體撞擊地球？
如果該天體的擦地角有所改變，該天體可能在高空失速，可能結果就是在空中爆炸，並有部分碎片以終端速度掉落。流星體進入大氣層後的運動相當複雜，並且需要完整的模擬才能計算；但在網路上也有加雷思·柯林斯（Gareth  Collins）等人開發的大幅簡化的計算模式可供估計撞擊能量。下表顯示在不同進入大氣層角度和成份下的不同結果：
| 直徑（m） | 密度（cm3） | 進入大氣層角度（°） | 喪失能量（kt） | 爆炸高度（km） | 爆炸能量（kt） |
| --------- | ----------- | ------------------- | -------------- | -------------- | -------------- |
| 3         | 3.4         | 1 degree            | 1.3 kiloton    | 43 km          | 0.7 kiloton    |
| 3         | 3.4         | 45 degrees          | 1.3 kiloton    | 39 km          | 0.4 kiloton    |
| 8         | 0.9         | 1 degree            | 6 kiloton      | 80 km          | 0.4 kiloton    |
| 8         | 0.9         | 45 degrees          | 6 kiloton      | 45 km          | 2 kiloton      |

## 外部連結
- Youtube上懷俄明州目擊者錄影（页面存档备份，存于）
- Youtube上亞伯達省目擊者錄影（页面存档备份，存于）
- US19720810 (Daylight Earth grazer) orbital characteristics from Global Superbolide Network Archive, 2000
- fireball, meteorite, bolide, meteor, video and photo（页面存档备份，存于） link to photos and cine film by Linda Baker
- Earthgrazer: The Great Daylight Fireball of 1972（页面存档备份，存于） overview of the event including photo by NASA's Astronomy Picture of the Day
- Astronomical Society of the Pacific: Observation of Meteoroid Impacts by Space-Based Sensors - one of several similar events; includes ground track
- 每日一天文圖 (成大物理分站) 2009年3月2日